# Abdeldjebar Djebbari
Abdeldjbar Djebbari (in arabo عبد الجبار جباري‎?; 3 dicembre 1998) è un lottatore algerino, specializzato nella lotta greco-romana, tre volte campione continentale ai campionati africani di Algeri 2020, El Jadida 2022 e Hammamet 2023.

## Palmarès
| Anno | Manifestazione                     | Sede          | Evento | Risultato | Note |
| ---- | ---------------------------------- | ------------- | ------ | --------- | ---- |
| 2018 | Campionati africani junior         | Port Harcourt | 60 kg  | Oro       |      |
| 2018 | Campionati del Mediterraneo junior | Algeri        | 66 kg  | Argento   |      |
| 2019 | Campionati africani                | Hammamet      | 63 kg  | 5º        |      |
| 2019 | Campionati del Mediterraneo U23    | Tunisi        | 63 kg  | Argento   |      |
| 2020 | Campionati africani                | Algeri        | 63 kg  | Oro       |      |
| 2022 | Campionati africani                | El Jadida     | 60 kg  | Oro       |      |
| 2022 | Giochi del Mediterraneo            | Orano         | 60 kg  | 8º        |      |
| 2022 | Giochi della solidarietà islamica  | Konya         | 63 kg  | 5º        |      |
| 2022 | Mondiali                           | Belgrado      | 63 kg  | 17º       |      |
| 2023 | Campionati africani                | Hammamet      | 63 kg  | Oro       |      |
| 2023 | Giochi panarabi                    | Algeria       | 63 kg  | Oro       |      |

## Altre competizioni internazionali
2020
- 5º nei -63 kg nella Coppa del mondo individuale ( Belgrado)